# Municipio de Perry (condado de Allen, Ohio)
El municipio de Perry (en inglés: Perry Township) es un municipio ubicado en el condado de Allen en el estado estadounidense de Ohio. En el año 2010 tenía una población de 3531 habitantes y una densidad poblacional de 41,6 personas por km².

## Geografía
El municipio de Perry se encuentra ubicado en las coordenadas 40°40′30″N 84°2′29″O / 40.67500, -84.04139. Según la Oficina del Censo de los Estados Unidos, el municipio tiene una superficie total de 84.87 km², de la cual 84,67 km² corresponden a tierra firme y (0,23 %) 0,2 km² es agua.

## Demografía
Según el censo de 2010, había 3531 personas residiendo en el municipio de Perry. La densidad de población era de 41,6 hab./km². De los 3531 habitantes, el municipio de Perry estaba compuesto por el 90,85 % blancos, el 5,78 % eran afroamericanos, el 0,28 % eran amerindios, el 0,03 % eran asiáticos, el 0,59 % eran de otras razas y el 2,46 % eran de una mezcla de razas. Del total de la población el 1,56 % eran hispanos o latinos de cualquier raza.